# Heinrich Hentzi
Heinrich Hentzi von Arthurm (Debrecen, 1785. október 24. – Buda, 1849. május 21.) császári és királyi vezérőrnagy, az 1848–49-es szabadságharcban az osztrák császári hadsereg egyik katonai vezetője, 1849 januárjától haláláig a budai vár parancsnoka.

## Élete
Római katolikus nemesi családban született a "Heinrich József Vince" név alatt. Nagybátyja, Samuel Hentzi, svájci forradalmár és költő volt, aki összeesküvést szervezett Svájc fennálló alkotmánya ellen, és ezért 1749. július 17-én kivégezték. A menekülni kényszerült család Debrecenben telepedett le. Apja Hentzi Lajos, a János főherceg nevét viselt 1. számú dragonyos ezred ezredese, anyja, báró Kortitsch Jozefa asszony volt. Heinrich 1805-ben lépett be a császári-királyi hadseregbe. Még abban az évben főhadnagyként részt vett a Napóleon elleni hadjáratokban. 1808 és 1813 között a komáromi vár erődítésén dolgozott. 1842-ben ezredesi rangban kinevezték a császári és királyi utászkar parancsnokává. 1844-ben nemesi címet, 1847-ben vezérőrnagyi rangot kapott. Egyike volt a császári-királyi hadsereg műszakilag legképzettebb tisztjeinek. Közismert volt uralkodóhű beállítottsága.
A forradalom idején a péterváradi várőrség parancsnoka volt, és királyi parancsra ő is letette az esküt a magyar alkotmányra. Az október 3-ai királyi manifesztum után számítani lehetett arra, hogy a várat meg fogja védeni a rebellis erőktől, ezért letartóztatták és Pesten házi őrizetbe került. A császári-királyi seregek 1849. január 5-ei bevonulásakor kiszabadult, és szolgálatra jelentkezett Windisch-Grätz tábornagynál, aki a budai vár parancsnokává nevezte ki. Amikor a honvédhadsereg tavaszi sikerei után nyilvánvalóvá vált, hogy a várat ostrom fenyegeti, Hentzi mindent megtett, hogy az erősséget védhetővé tegye.

### Házassága és gyermekei
Hentzi felesége a magyar nemesi családból származó Bertalan Eleonóra (*1793.–†Buda, 1861. június 18.), Komárom város főorvosának leánya volt. Házasságukból két gyermek született; a fiú maga is a cs. királyi hadseregbe lépett, és 1847-ben a mérnökkarban szolgált főhadnagyként. Lánya Mollináry Emil 45. gyalogezredi századoshoz ment feleségül.

## Halála
Görgei május 4-én érkezett a vár alá és egy hadifogoly tiszt útján – a megadásra való felszólítás mellett – közölte a várparancsnokkal, hogy Pest felől nem fog ostromolni, ha viszont Hentzi ennek ellenére lövetné a védtelen várost, a vár bevétele után az őrség nem számíthat kegyelemre.
Ha pedig ön az úgynevezett Budavárának végsőkig való megvédésével összekötendi a Lánchíd megrontását, vagy Pestnek bombázását, honnét ön megegyezésünk folytán megtámadástól egyáltalán nem tarthat, s mely tett nyilván csak alávalónak lenne mondható, akkor önnek becsületszavamat adom, hogy a vár bekövetkezett megvétele után az egész várőrség kardra fog hányatni.
A felszólítás ellenére a királyi vezérőrnagy az ostrom szinte minden napján lövette Pestet, ahol pedig semmilyen katonai célpont nem volt, ami nyilván csak a polgári lakosság megfélemlítését szolgálta, mivel magyarországi születése ellenére közismert volt mindig is magyarellenességéről.[forrás?] A céltalan rombolásnak számos építészeti műremek – többek között a Lánchíd is – esett áldozatául. A tizenhét napig tartó ostrom utolsó napja, május 21. hajnalán Hentzi maga állt a védők élére, azonban a Szent György téren haslövést kapott. A Zala vármegyei 47. honvédzászlóaljhoz tartozó Hertelendy Kálmán honvédszázados lőtte meg Hentzit. Sebesülésébe — az őt ápoló osztrák katonaorvos jelentése szerint — két nap múlva, május 23-án hajnali 1 órakor belehalt. Halálával kapcsolatban sokáig azt terjesztették osztrák részről, hogy a sebesült vezérőrnagyot a magyar honvédek bántalmazták volna. Ez a vád az aradi vértanúk tárgyalásán is elhangzott. Valójában éppen az ostromló magyar hadtestek vitték át a sebesült Hentzit a főhadparancsnokság épületébe, hogy megóvják az esetleges atrocitásoktól. Az ostrom során el nem esett védők életét Görgei határozott parancsa ellenére is megkímélték.
Hentzi lövegeitől leégett már a pesti Duna-sor harminckét új háza, a Redut (Vigadó), az Angol királyné szálló, a Lipót-templom, a mázsaház és a Diána-fürdő. Végre május 20-ának éjjelén megkezdte Görgey a döntő támadást, mégpedig több ponton: így a Teleki-háznál, a fehérvári és bécsi kapunál és a Nádor-kertben. Hajnal volt, amikor Inkey, a 47. zászlóalj őrnagya, elsőnek hágott föl a bástyafalra. Nemsokára egészen a magyarok kezében volt a Vár, és minden oldalról vörös zsinóros, barna atillás honvédek nyomultak elő. A 47. zászlóalj kapitánya, Hertelendy Kálmán lőtte meg Hentzit, és a zászlóalj egyik honvéde, Püspöky Gracián tűzte ki az első nemzeti zászlót, amiért jutalmul 1000 pengő forintot kapott. Azt az örömmámort nem tudta, és nem fogja tudni leírni toll soha!

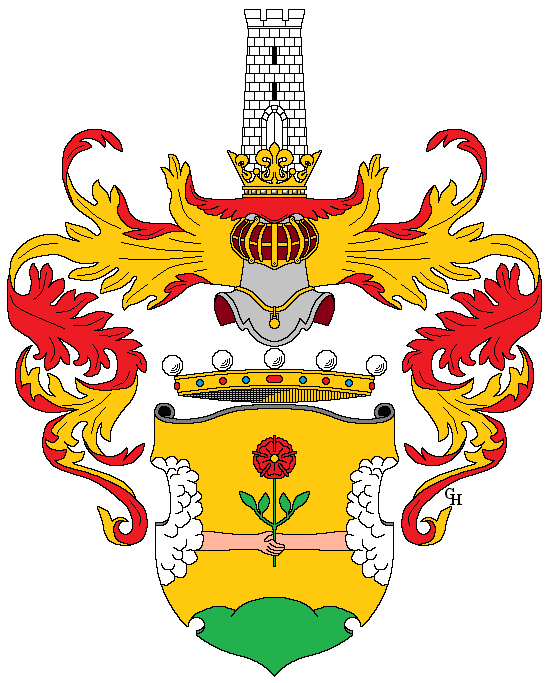
Heinrich Hentzi cimere, 1844

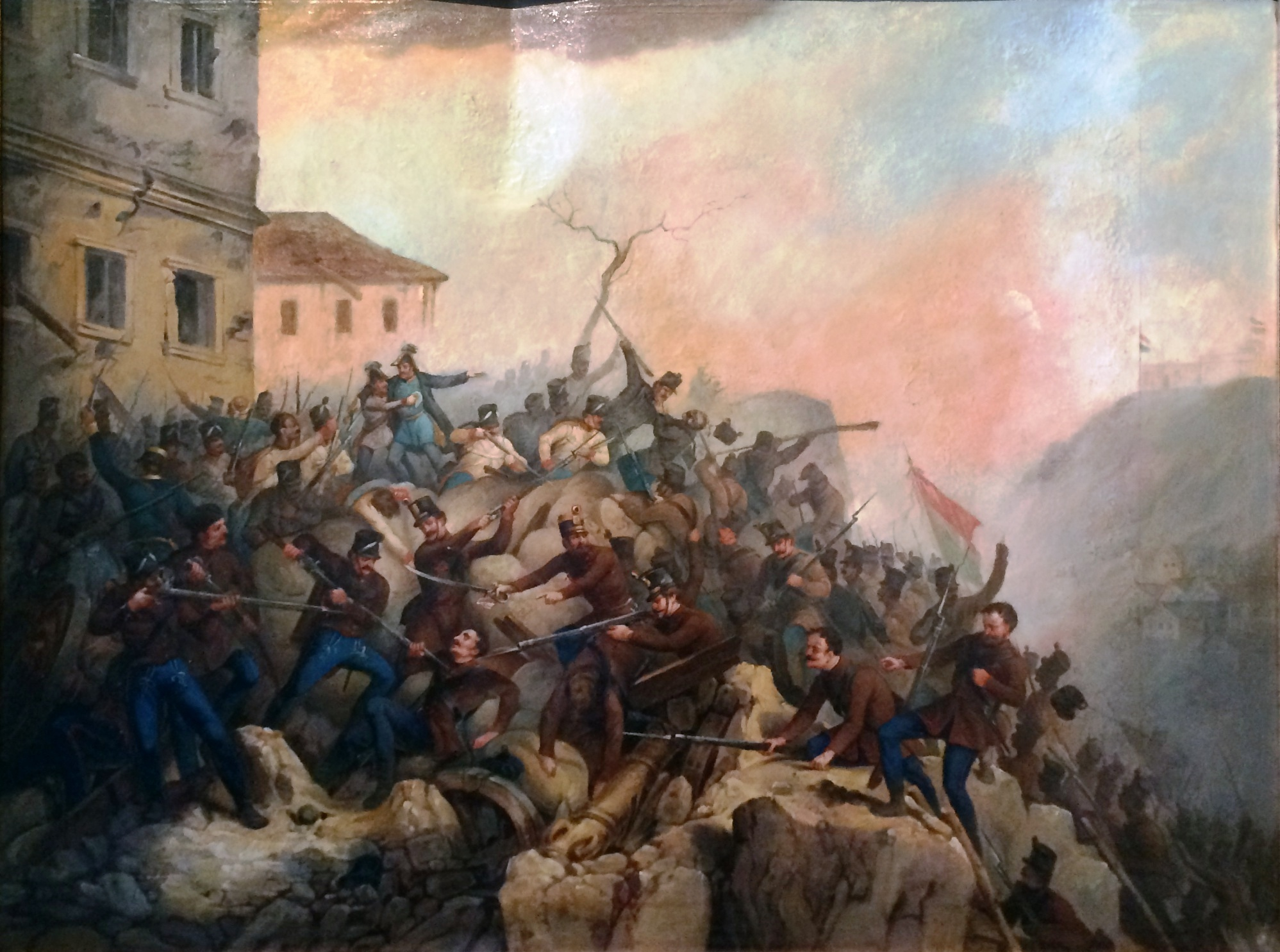
Josef Anton Strassgschwandtner: Hentzi megsebesülése 1849. május 21-én

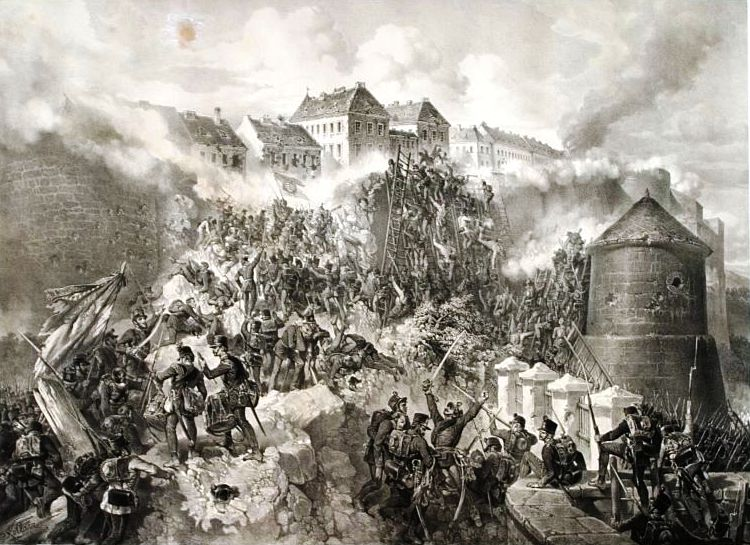
Franz Kollarž: Buda ostroma

Pár nap múlva Kossuth is megérkezett Debrecenből. Útja a Váczi úton át a Nádor utcai lakásáig valóságos diadalmenet volt. Az ablakokból annyi virágot szórtak kocsijára, hogy végre maga is alig látszott a tömérdek rózsától és gyöngyvirágtól. A nap aranyos sugarai pedig beözönlötték a romba dőlt utcákat, a leégett házakat, fölszárították a kiömlött vért, amelyből a legszebb virág: a szabadság, egyenlőség, testvériség virága sarjad!
Budavár a mienk!

Ma reggeli 7 órakor vette be Görgei tábornok dicső hadseregével. Az osztrák zsoldosok keményen védelmezték a várat, de a magyar vitézségnek végre engedni voltak kénytelenek. Hentzi osztrák tábornok, a várparancsnok halálos sebben fekszik őrizet alatt. Örvendj magyar nép, de el ne bízd magad, hanem készülj újabb csatákra, hogy új győzelmeket és végdiadalt arass! Éljen a haza!

Budapesten, május 21. 1849.
Hentzi a május 22-ikéről 23-ikére hajló éjjel 1 óra tájban halt meg kapott sebe következtében s 24-én Alnoch ezredessel együtt közönséges paraszt szekéren a budai temetőbe vitetett, ahol egészen csendben elhantolták őket.

## Emlékezete

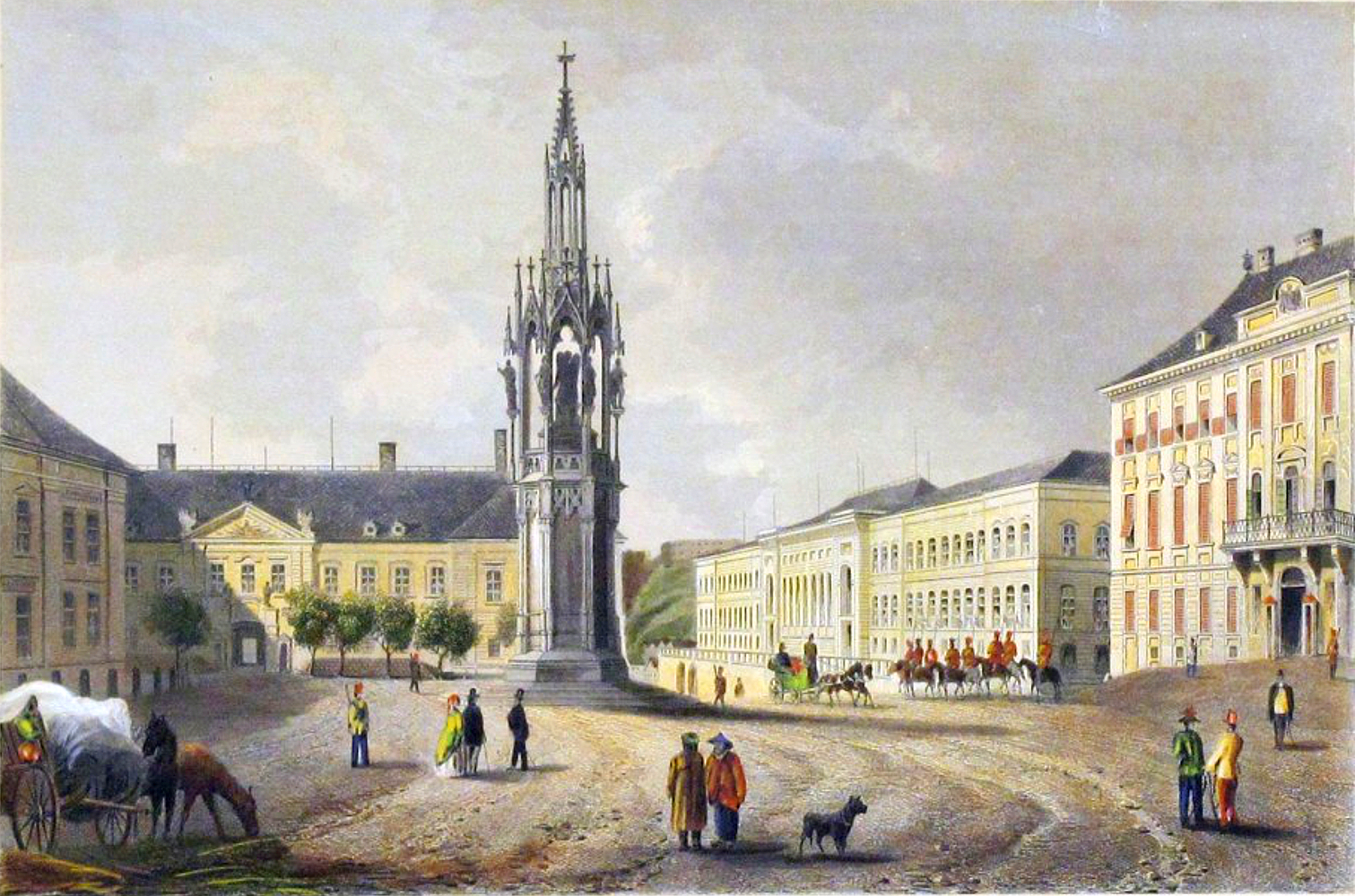
Hentzi 22 méter magas, fémből készült emlékműve, amelyet I. Ferenc József magyar király a saját költségén készíttetett Hentzi és bajtársai tiszteletére. 1852. július 11-én avatták fel a budavári Szent György téren

1850-ben posztumusz megkapta a Katonai Mária Terézia-rend kiskeresztjét, fiát bárói rangra emelték. 1852. július 11-én Ferenc József személyes parancsára a budavári Szent György téren emlékművet emeltek Hentzi és bajtársai tiszteletére, amely a főváros lakosságának ismételt tiltakozása ellenére 1899-ig helyén maradt. Az emlékmű talapzatán német nyelvű felirat hirdette, hogy „Hentzi tábornok, Allnoch ezredes és 418 hős halt itt mártírhalált a császárért és a hazáért”. Az emlékművet nyílt provokációnak vélte a magyar közönség, a korabeli magyarországi nacionalista fölfogás és a Monarchia nemzetek fölötti szemléletének ütközése miatt. Az ellenérzést fokozta, hogy a kiegyezés után a Monarchia bornírt hivatalnokai gyakran rendeltek ki magyar honvédegységeket a Hentzi-obeliszk megkoszorúzására. Erzsébet császárné és királyné meggyilkolása után Budapest Székesfőváros Tanácsa felajánlotta az uralkodónak, hogy egy Erzsébet királynénak emléket állító alkotást adományoznak. „Véletlenül” éppen arra a reprezentatív helyre kívánták azt állítani, ahol A Pestet rommá lövető Hentzi tábornoknak szentelt budai obeliszk állt. Mivel a cél szent volt, Ferenc József beleegyezett a tervbe, hogy a Hentzi-emlékművet a Hűvösvölgybe, a későbbi Bolyai-laktanya területére helyezzék át.
1853-ban Czichó László költeményt írt az emlékére.
Janszky Lajos vezérőrnagy 1886. május 21-én Budavár visszafoglalásának évfordulóján a fővárosban állomásozó műszaki csapatok tisztjeivel a budai temetőben megkoszorúzta Hentzi tábornok sírját, és ott beszédet mondott, amelyben Hentzit mintaképül ajánlotta a tiszteknek. Mindez közfelháborodást váltott ki.
Az 1919. március 21-én kikiáltott Tanácsköztársaság ideje alatt a Budapesti Munkástanács elnöksége döntött az emlékmű sorsáról. Az ércből készült emlékművet leszerelték és elrendelték a hat mellékszobornak a lefoglalását és átadását a Városi Múzeumnak. Mára már csak négy szobor maradt meg az alkotásból, amelyek közül kettő a Hadtörténeti Múzeum tulajdonába került. Két másik szobor sokáig egy keszthelyi család kertjében állt, amelyeket 2002-ben vásárolt meg a Budapesti Történeti Múzeum. A két nőalak a szépséget (vagy igazságot), illetve az éberséget jelképezi.